# Saint-Ouen-d'Aunis
 Saint-Ouen-d'Aunis  es una población y comuna francesa, situada en la región de Poitou-Charentes, departamento de Charente Marítimo, en el distrito de La Rochelle y cantón de Marans.

## Demografía
| 283 | 246 | 339 | 524 | 612 | 692 |
| Para los censos de 1962 a 1999 la población legal corresponde a la población sin duplicidades (Fuente: INSEE [Consultar]) |     |     |     |     |     |